# Sentinel-2B
Sentinel-2B és un satèl·lit artificial d'imatgeria òptica europeu que va ser llançat el 7 de març de 2017. És el segon satèl·lit Sentinel-2 llançat com a part del programa Copernicus de l'Agència Espacial Europea, amb òrbita a 180° graus contra el Sentinel-2A llançat el 2015. El satèl·lit transporta una càmera multiespectral d'àmplia franja d'alta resolució de 13 bandes espectrals. Serveix per donar informació per a l'agricultura i la silvicultura, entre d'altres que permetin la predicció del rendiment dels cultius.

## Història de la missió
El contracte de 105 milions d'euros pel muntatge de la nau espacial va ser signat al març de 2010 pel Director dels Programes d'Observació de la Terra de l'ESA i el CEO de Astrium Satellites. Va ser acabat el juny de 2016. En el mateix mes el satèl·lit va ser transportat a l'European Space Research and Technology Centre per a la campanya de proves.

### Pre-llançament
La nau va arribar al Port Espacial Europeu de Kourou el 6 de gener de 2017 per a les operacions prèvies al llançament.

### Llançament
El llançament va tenir lloc en el moment nominal, a les 01:49:24 UTC del 7 de març de 2017. La nau espacial va ser injectada en la seva òrbita de destinació a les 02:47:21 UTC